# Carlos Eduardo Ferrari
Carlos Eduardo Ferrari, més conegut com a Cacà, és un futbolista brasiler, nascut el 19 de febrer de 1979. Ocupa la posició de davanter.
Al llarg de la seua dilatada carrera, ha militat en equips brasilers (Bangú, Miressol), escocesos (Rangers FC) o anglesos (Birmingham City). Va militar en diversos clubs de la competició espanyola: Albacete, Salamanca, Alacant CF i els dos equips grancanaris, UD Las Palmas i Universidad de Las Palmas CF. També va militar a Portugal, Tunis, Grècia, Paraguai i Hong Kong (marcant 13 gols en 17 partits amb el South China).
El 2009 retorna al seu país per jugar amb l'Olaria.